# 飛び出せ!定年
飛び出せ!定年（とびだせていねん）は、NHK総合テレビで2006年10月3日から2007年3月13日まで放送された教養・情報番組である。放送時間は、火曜22:30 - 22:59（再放映は月曜深夜〔火曜〕2:00 - 2:29）であった。

## 概要
この番組では団塊の世代といわれる1950年代生まれを中心に、会社の第一線を退いた定年退職者の第2の人生を趣味を通して楽しむ様を描いたドキュメンタリータッチの番組である。番組は、定年を迎えた人たちの家族関係や余暇の過ごし方、再就職など定年後に直面する様々な問題にもスポットを当てる。
なお、この番組の試作（パイロット版）として、2006年3月29日に「定年日和（夫と妻のセカンドライフ）」と題した45分間の特別番組が放送された。これは番組たまごの企画の一つであった。

## 主なコーナー
定年スタート
定年退職を迎えて間もない人たちの再スタートを送る。
定年の達人
定年退職から転職して数年経った人たちの活動を紹介する。
転ばぬ先の定年情報
毎回、そのテーマに関するアドバイスを専門家の先生が行う。
本日定年
視聴者から寄せられたサラリーマンの定年の日を迎えた当時のエピソードビデオを紹介する。

## スタッフ
- 語り：茶風林 他
- タイトルイラスト：黒鉄ヒロシ
- テーマソング：「今日までそして明日から」（歌：Cocco、1971年に発表された吉田拓郎の歌をカバー）